# Sumitomo Fudosan Shinjuku Garden Tower
La Sumitomo Fudosan Shinjuku Garden Tower (住友不動産新宿ガーデンタワー) appelée aussi Shinjuku Garden Tower est un gratte-ciel construit à Tokyo de 2013 à 2016 dans le district de Shinjuku
Il mesure 160 mètres de hauteur et abrite des bureaux du 2e au 22e étages et des logements du 23e au 37e et dernier étage.
L'architecte est la société Nikken Sekkei qui a conçu un très grand nombre de gratte-ciel au Japon.